# Buzura fortissima
Buzura fortissima là một loài bướm đêm trong họ Geometridae.